# Iwan Kabakow
Iwan Dmitrijewicz Kabakow (ros. Иван Дмитриевич Кабаков, ur. 13 listopada?/25 listopada 1891 we wsi Kniaże-Pawłowo w guberni niżnonowogrodzkiej, zm. 3 października 1937 w Moskwie) – radziecki polityk, członek KC WKP(b) (1925-1937).
Skończył 6 klas szkoły cerkiewnej, 1908-1917 pracował w fabryce w Niżnym Nowogrodzie. Od 1912 członek SDPRR(b), po rewolucji lutowej członek rady delegatów robotniczych, 1918 przewodniczący Komitetu Powiatowego RKP(b) w Siemionowie i przewodniczący powiatowego komitetu wykonawczego, od lipca 1918 zastępca przewodniczącego komitetu wykonawczego guberni niżnonowogrodzkiej. Od października 1918 w Armii Czerwonej, uczestnik obrony Woroneża, przewodniczący komitetu wykonawczego rady miejskiej w Woroneżu. Od kwietnia do sierpnia 1919 kierownik miejskiego wydziału finansowego w Niżnym Nowogrodzie, od sierpnia do października 1919 kierownik wydziału agitacji gubernialnego komitetu RKP(b) w Niżnym Nowogrodzie, następnie instruktor gubernialnego komitetu RKP(b) w Woroneżu. Od stycznia 1920 do lipca 1921 ponownie przewodniczący komitetu wykonawczego w Woroneżu, od lipca 1921 do grudnia 1922 przewodniczący komisji przeglądu, weryfikacji i oczyszczania szeregów partii Baszkirskiej ASRR. Od grudnia 1922 do lutego 1924 sekretarz odpowiedzialny gubernialnego komitetu RKP(b) w Jarosławiu, od lutego do czerwca 1924 kierownik Wydziału Organizacyjnego Gubernialnego Komitetu RKP(b) w Tule, od czerwca 1924 do kwietnia 1928 sekretarz odpowiedzialny gubernialnego komitetu RKP(b)/WKP(b) w Tule, od 31 maja 1924 do 18 grudnia 1925 zastępca członka, a od 31 grudnia 1925 do 19 maja 1937 członek KC WKP(b). Od kwietnia 1928 do kwietnia 1929 przewodniczący komitetu wykonawczego Uralskiej Rady Obwodowej, od stycznia 1929 do 22 stycznia 1934 I sekretarz Uralskiego Komitetu Obwodowego WKP(b), a od 22 stycznia 1934 do 22 maja 1937 I sekretarz Komitetu Obwodowego WKP(b) w Swierdłowsku. 20 grudnia 1935 odznaczony Orderem Lenina. 24 kwietnia 1937 aresztowany, następnie rozstrzelany. 1956 pośmiertnie zrehabilitowany na XX Zjeździe KPZR.